# Polícia Científica do Estado do Espírito Santo
A Polícia Científica do Estado do Espírito Santo, como se reconhece desde 25 de Outubro de 2022 a Superintendência De Polícia Técnico-Científica da Polícia Civil do Estado Do Espírito Santo (SPTC/PC/ES) é a entidade administrativa diretamente vinculada à Secretaria De Segurança Pública & Defesa Social a qual impendem as funções de perícia oficial de natureza criminal, de identificação humana (civil e criminal), laboratorial e médico-legal, tal como os exames de corpo de delito.[carece de fontes?] A Emenda N.º 117 à Constituição do Estado Do Espírito Santo emancipou a Superintendência De Polícia Técnico-Científica da Polícia Civil no dia 25 de Outubro de 2022, ainda carecendo a sua fundação e organização de Lei Orgânica própria.